# Денисы (Киевская область)
Денисы́ (укр. Дениси) — село, входит в Переяслав-Хмельницкий район Киевской области Украины.
Население по переписи 2001 года составляло 589 человек. Почтовый индекс — 08444. Телефонный код — 4567. Занимает площадь 2,64 км².

## Местный совет
08444, Київська обл., Переяслав-Хмельницький р-н, с.Дениси, вул.Леніна,51б